# مالی آنیوی
مالی آنیوی (به لاتین: Maly Anyuy) یک رود در روسیه است که در ناحیه خودگردان چوکوتکا واقع شده‌است.